# ماریانو آرانا
ماریانو آرانا (انگلیسی: Mariano Arana؛ زادهٔ ۶ مارس ۱۹۳۳ – درگذشتهٔ ۴ ژوئن ۲۰۲۳) یک معمار، سیاست‌مدار، و نویسنده اهل اروگوئه بود.